# Aristomenis Provelengios (Politiker)

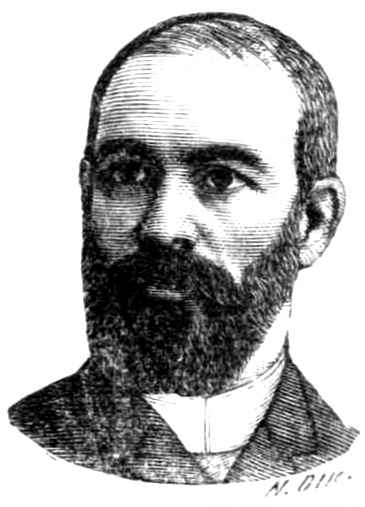
Aristomenis Provelengios 1888 auf einer Zeichnung von Konstantin Skokos (1854–1929).

Aristomenis Provelengios (griechisch Αριστομένης Προβελέγγιος, * 1850 in Exampela auf Sifnos; † 1936 auf Sifnos) war ein griechischer Politiker, Dichter, Dramatiker und Mitglied der Akademie von Athen.
Provelengios studierte an der Universität von Athen und in Deutschland an der Universität München sowie in Leipzig und Jena. In Griechenland ging er nach seinem Studium in die Politik und wurde als Abgeordneter ins Griechische Parlament gewählt.
Des Weiteren schrieb er lyrische Gedichte und Dramen in der Form des Katharevousa und  wurde für sein Schaffen mit einem Preis für Kunst und Literatur ausgezeichnet. In das Neugriechische übersetzte er Goethes Faust und Lessings Laokoon. 1926 wurde er zum Mitglied der Akademie von Athen gewählt.

## Werke
- Pyrgoi Mytilēnēs.
- Provelengios, Drosinēs, Polemēs, Stratēgēs, Kampas.
- Poiēmata : Palaia kai nea. 1. Fthinopōrinai armoniai : Germanikai anamnēseis : Selides tēs Zōēs : Nekroloulouda Thalassa (1. Auflage)
- Phaust tu Gkaite
- Laokoōn ē peri tōn horiōn tēs zōgraphikēs kai tēs poiēseōs. Lessing, Gotthold Ephraim.  Pelekanos, Athen 2003. (Anatypōsē  En Athēnais, Sakellarios, 1902, 1. Auflage)
- Θησεύς
- Το μήλον της έριδος
- Νέα ποιήματα
- Φαίδρα
- Χρυσοπηγή
- Το Αιγαίον κ.α.